# Юрженко, Александр Иванович
Александр Иванович Юрженко (16 августа 1910, с. Баратовка, Снегиревского района, Николаевской области — 19 июня 1999, г. Киев) — физико-химик; заведующий лабораторией Всесоюзного научно-исследовательского института синтетического каучука (ВНИИСК) им. С. В. Лебедева (1941—1945), проректор по учебной работе Львовского государственного университета им. И. Франко (1957—1960), ректор Одесского государственного университета (ныне — Одесский национальный университет имени И. И. Мечникова) (1960—1970); доктор химических наук (1949); профессор (1950); Орден Трудового Красного Знамени (1961), Заслуженный деятель науки УССР (1965), лауреат премии им. С. В. Лебедева АН СССР (1947)

## Биография
Из крестьян. Брат медика П. И. Юрженко.
Среднее образование получил в Снегиревской школе и поступил в Вологодский механико-технологический институт, который окончил в 1932 г.
С 1932 по 1935 гг. А. И. Юрженко — аспирант кафедры коллоидной химии Ленинградского государственного университета, после окончания которого работал ассистентом этой же кафедры.
В 1937 г. — защитил кандидатскую диссертацию на тему «Изучение электрофореза в коллоидных системах» по специальности «коллоидная химия» на заседании Ученого сонета химического факультета Ленинградского государственного университета (науч. рук. чл.-кор. АН СССР проф. И. И. Жуков). В том же году получает научную степень кандидата химических наук, а в 1939 г. ему было присвоено научное звание доцент.
В 1941—1945 гг. А. И. Юрженко работал заведующим лабораторией Всесоюзного научно-исследовательского института синтетического каучука (ВНИИСК) им. С. В. Лебедева в блокадном Ленинграде.
В 1945—1949 гг. — заведующий кафедрой биохимии Львовского политехнического института.
В 1949 г. защитил докторскую диссертацию на тему «Исследование процесса полимеризации углеводородов в эмульсиях» по специальности «физическая химия» в Ленинградском государственном университете (науч. рук. чл.-кор. АН СССР проф. И. И. Жуков).
С 1949 г. — доктор химических наук, а с 1950 г. — профессор. С 1950 г. работает заведующим кафедрой физической и коллоидной химии Львовского государственного университета им. И. Франко, по совместительству — заведующим кафедрой общей и физколлоидной химии Львовского медицинского института (1949—1957). В 1957—1960 гг. — проректор по учебной работе.
В 1960 г. А. И. Юрженко переезжает в Одессу, основывает и заведует (до 1970 г.) кафедрой физико-химии полимеров и коллоидов ОГУ.
С 1960 г. по 1970 г. — ректор Одесского государственного университета.
За годы его ректорства: были открыты три новые факультеты (юридический, романо-германской филологии, общенаучный); появились новые кафедры и новые специальности (например, правоведение, общая геология, морская геология, биохимия, английский, немецкий, французский языки и др.); количество студентов достигло 12 тыс. .; впервые были открыты 11 проблемных и научно-исследовательских лабораторий, создан электронно-вычислительный центр.
В 1970—1971 гг. — профессор кафедры Одесского технологического института им. М. В. Ломоносова.
В 1971—1989 гг. — заведующий кафедрой, профессор Киевского технологического института легкой промышленности. Оттуда ушёл на пенсию на 80-м году жизни.

## Научная деятельность
Научные интересы А. И. Юрженко были связаны с исследованиями закономерностей полимеризации в дисперсных системах с целью поиска наиболее эффективных инициаторов и эмульгаторов для промышленного синтеза полимеров различных типов. Ученым и его учениками установлен механизм и топохимию образования синтетических латексов; разработана теория поверхностного инициирования эмульсионной полимеризации с локализацией процессов в определенных зонах; предложены эффективные многофункциональные пероксидные инициаторы для низкотемпературной полимеризации и сополимеризации ряда мономеров; изучены закономерности эмульсионной полимеризации с применением новых типов неионогенных эмульгаторов и предложены к применению наиболее эффективные их разновидности.
Последствия исследований опубликованы в более 160 научных статьях. Им подготовлено три доктора и 23 кандидата наук.

## Труды
- Механизм образования синтетических латексов / А. И. Юрженко// Журн. общ. химии. — 1947. — Т. 16, № 8. — С. 948—953.
- Влияние соотношения фаз на скорость полимеризации бутадиена 1,3 в эмульсиях / А. И. Юрженко // Уч. зап. ЛГУ. Сер. хим. наук. — 1952. — Вип. 3.
- Влияние солей ряда низших жирних кислот на эмульсионную полимеризацию / А. И. Юрженко, С. С. Иванчев // Докл. Акад. наук СССР. — 1958. — Т. 120, № 2. — С. 106—109.
- Термическая устойчивость и инициирующая активность диациальных перекисей перэфирных и фенилкарбоновых кислот / А. И. Юрженко, С. С. Иванчев, В. И. Галибей // Докл. Акад. наук СССР. — 1961. — Т. 140, № 6. — С. 248—252.
- Изучение мицеллообразования в водных растворах солей парафиновых кислот / А. И. Юрженко, Н. Я. Иванова, Р. В. Кучер // Коллоид. Журн. — 1962. — Т. 24, вып. 2. — С. 178—184.
- Изучение фотолитического разложения диацильных перекисей методом ЭПР / А. И. Юрженко, С. С. Иванчев // Докл. Акад. наук СССР. — 1966. — Т. 171, № 4. — С. 828—831.
- Стабилизация полимеризующихся эмульсий полиэлектролитными диспергаторами / А. И. Юрженко, И. Андор // Докл. Акад. наук СССР. — 1968. — Т. 181, № 3. — С. 782—784.
- Изучение перекисей ацилов методом ИК-спектроскопии / А. И. Юрженко, Ю. Н. Анисимов, С. С. Иванчев // Теор. и эксперим. химия. — 1969. — Т. 5, № 3. — С. 518—529.
- Скорость разложения гидроперекиси третичного бутила в водной среде / А. И. Юрженко // Укр. хим. журн. — 1974. — № 4.